# Принцесса цирка (мюзикл)
«Принцесса Цирка» — мюзикл, созданный на музыку оперетты Имре Кальмана «Принцесса цирка» по оригинальному либретто за авторством Алексея Иващенко (при участии Марины Швыдкой и Себастьяна Солдевилья). Поставлен театральной компанией АНО «Театр мюзикла». Мировая премьера состоялась 12 октября 2016 года в «Театре мюзикла», Москва, Россия.

## История
Переложение классической оперетты осуществлено при участии канадского театра-цирка «7 пальцев». Специально для мюзикла придуманы цирковые номера, которые исполняются не только цирковыми артистами, но и певцами. Алексей Иващенко, переводчик на русский язык таких мюзиклов как «Русалочка», «Призрак Оперы» а позже и «Шахматы», значительно изменил оригинальное либретто «Принцессы цирка» и добавил новых персонажей. Действие перенесено из Санкт-Петербурга в Париж.
Для отбора труппы спектакля проводился кастинг, в котором приняли участие более 1500 артистов.
Театральный сезон 2016-2017 «Театра мюзикла» открылся 12 сентября премьерным показом «Принцессы цирка». В первом сезоне сыграно более 100 спектаклей. Осенью 2017 года, после переезда Театра мюзикла в здание кинотеатра «Россия» на Пушкинской площади, мюзикл открыл второй сезон проката.
В 2018 году была выпущена ограниченная серия карт «Тройка» с афишей мюзикла.
В 2020 году проект покинул один из исполнителей роли Мистера Икса Евгений Шириков. Был объявлен кастинг на главную роль. В феврале 2021 года на официальном сайте театра была опубликована новость о том, что новый Мистер Икс найден. Им стал Андрей Опольский из Екатеринбурга.

## Сюжет

### Акт 1
Действие мюзикла разворачивается в Париже начала XX века.
Жители города обсуждают новый цирковой аттракцион — смертельный трюк, а также исполнителя этого трюка Мистера Икс, который никогда не снимает своей маски. Несмотря на то, что цирковое шоу проходит ежедневно, все билеты проданы на несколько представлений вперёд.
Каролина Бонвиль встречает на городской площади своего сына Тони с цветами. Когда она интересуются, куда тот направляется, Тони обманывает, что идет в библиотеку, а цветы предназначены для библиотекарши, якобы у той сегодня день рождения. На самом деле Тони достает билет в цирк и отправляется туда. Каролина и её слуга, Пеликан, обсуждают вечерние походы Тони в библиотеку, которые кажутся Каролине странными, а затем она объявляет Пеликану, что сегодня они пойдут в цирк.
На площади появляется графиня Теодора Вердье, вдова покойного Пьера Вердье, с толпой поклонников. Председатель попечительского совета цирка, барон Гастон де Клермон, замечает Теодору и предлагает ей занять лучшие места в цирке, а также приглашает посетить банкет на арене цирка, который состоится сразу после представления. Теодора отказывается от привилегии барона занять места, так как она заранее позаботилась о местах и выкупила целую ложу. Барон напоминает Теодоре о своих чувствах, Теодора прерывает его и просит ещё подождать ответа. Теодора удаляется со своими поклонниками и рассуждает о том, что не готова отдаваться чувствам.
Агнесса де Сегюр, знатная дама, которая влюблена в барона, наблюдает за Теодорой и подмечает, что та предпочитает одиночество после нескольких лет жизни с Пьером Вердье.  Барон приглашает Агнессу в свою ложу и они спешат в цирк.
За кулисами цирка Тони Бонвиль разыскивает цирковую артистку Мейбл Гибсон. Когда он её находит и завязывает разговор, та сообщает, что её настоящее имя — Мари Лятуш, а псевдоним «Мейбл Гибсон» придумал директор цирка для привлечения публики. Тони признается, что ходит в цирк ради Мари. Мари в ответ сообщает, что давно заметила Тони и постоянно ищет его глазами среди зрителей. Перед выходом на манеж, Мари приглашает Тони на банкет, который состоится после представления.
Мистер Икс готовится к своему номеру и рассуждает о своей судьбе циркового артиста и о том, как он одинок на своём жизненном пути.
На арене цирка шпрехшталмейстер (Базиль) объявляет выход Мейбл Гибсон, которая продолжает традиции некогда известной Мадмуазель Кремо. Мейбл (Мари) исполняет номер на воздушном кольце под куполом цирка. Под аплодисменты Тони кричит "Браво!" и кидает цветы, это замечает его мать, Каролина. Следующий номер исполняет Мистер Икс.
Представление завершается. Мистер Икс находится в своей гримёрке, куда заходит Базиль, приносит цветы от поклонников и сообщает, что одна настойчивая дама хочет познакомиться с акробатом. После того, как Мистер Икс узнаёт, что это Теодора Вердье, он просит Базился впустить её. Теодора заходит в гримёрку со своими поклонниками. Мистер Икс замечает, что приглашал только Теодору. Теодора сообщает, что хотела бы посмотреть на Мистера Икса без маски и взять у него автограф. Мистер Икс отказывается снимать маску и колко подмечает, что вместо подписи рисует крестик и предлагает Теодоре самой его нарисовать, а всем рассказывать, что взяла автограф у Мистера Икс. Оскорбленная Теодора вместе с поклонниками покидают гримёрку.
Сразу после этого в гримёрку Мистера Икс забегают Тони и Мари. Мари просит Мистера Икс спрятать здесь Тони, ведь того разыскивает его мама по всему цирку. Мистер Икс соглашается. Каролина проходит по цирку, но не обнаруживает Тони. Пеликан, успокаивая Каролину, сообщает ей, что та обозналась. Мари спрашивает у Мистера Икс, пойдет ли он сегодня на банкет — тот говорит, что не ходит на такие мероприятия. Между ними завязывается разговор по душам.
Мистер Икс рассказывает Мари историю своего друга — Этьена Вердье, который рано лишился родителей. Его воспитывал родной дядя с трудным характером, но Этьен относился к нему уважительно. Этьен мечтал стать ученым или путешественником. Дядя с пониманием относился к юношеским грезам и отправил Этьена учиться в университет Германии. Этьен полностью зависел от воли своего дяди, у него не было собственных денег. В какой-то момент Этьен узнал, что его дядя женится на юной девушке. Этьен радовался, предполагая, что характер дяди как-то изменится, но вместо этого получил от дяди письмо, в котором сообщалось, что тот отказывается содержать Этьена и не желает его больше видеть. Мистер Икс добавляет, что тот так поступил потому, что так захотела его молодая жена. Мари рассуждает, что она бы наплевала на дядюшку и пошла бы работать. Когда Мистер Икс спрашивает куда, Мари отвечает, что хоть в цирк. Мари понимает, что история Этьена Вердье — это и есть история Мистера Икс.
Тем временем, барон Гастон де Клермон разыскивает Теодору. Агнесса сообщает Барону, что слышала, как Теодора восхищалась выступлением Мистера Икс и пошла к нему познакомиться, а тот даже впустил её в свою гримерку. Гастон начинает волноваться. Агнесса предлагает Гастону добиться сердца Теодоры следующим образом: позвать на банкет Мистера Икс под видом своего друга — графа, познакомить их с Теодорой, а когда через некоторое время обман раскроется и выяснится, что за Теодорой начали ухаживать циркачи, та, из чувства собственного достоинства, разгонит всех поклонников и упадёт в объятья настоящего мужчины. Гастон соглашается и приглашает Мистера Икс на банкет.
На цирковой арене начинается банкет и собираются гости. Гастон представляет Мистера Икса как графа Анри де Шатоне. Теодора и Анри знакомятся друг с другом, и по-очереди поднимают бокалы и произносят тосты в честь цирковых артистов.

### Акт 2
Прошел месяц с момента предыдущих событий. Марсельские моряки праздную помолвку своего друга в бистро, куда приходят Анри и Теодора.

## Персонажи
- Этьен Вердье, он же Анри де Шатоне, он же Мистер Икс, племянник покойного Пьера Вердье
- Графиня Теодора Вердье, вдова Пьера Вердье
- Барон Гастон де Клермон, председатель попечительского совета цирка
- Пуассон, секретарь барона
- Агнесса де Сегюр, знатная дама, влюблённая в барона
- Мари Лятуш, она же Мейбл Гибсон, артистка цирка
- Тони Бонвиль, студент
- Каролина Бонвиль, его мать
- Пеликан, её слуга

## Актёрский состав
| Роль              | Артисты |
| ----------------- | --- |
| Этьен Вердье      | Максим Заусалин, Евгений Шириков (до 2020 года), Андрей Опольский (с 2021 года)                                                                          |
| Теодора Вердье    | Юлия Вострилова, Ася Будрина (с ноября 2019 года) , Мария Биорк (до 2019 года), Валерия Ланская, Виктория Соловьёва, Галина Безрук (с декабря 2022 года) |
| Гастон де Клермон | Евгений Вальц, Андрей Вальц, Константин Иванов (с февраля 2021 года)                                                                                     |
| Пуассон           | Ефим Шифрин, Марат Абдрахимов, Максим Заусалин |
| Агнесса де Сегюр  | Оксана Костецкая, Анна Гученкова, Татьяна Батманова |
| Мари Лятуш        | Екатерина Новосёлова, Елизавета Пащенко (до 2022 года), Виолетта Ершова (до 2019 года), Марина Чирикова (с ноября 2020 года)                             |
| Тони Бонвиль      | Денис Котельников, Дмитрий Фёдоров, Артём Чернов (до 2018 года), Никита Шишкин (с 2021 года)                                                             |
| Каролина Бонвиль  | Алексей Колган, Елена Моисеева |
| Пеликан           | Павел Любимцев, Леонид Житков (до 2019 года), Андрей Вальц (с декабря 2018 года), Константин Карасик (с марта 2023 года)                                 |

Ансамбль: Рустам Абдрашитов, Анна Веллингтон, Дмитрий Воробьёв, Вадим Дубровин, Антон Кочнев, Андрей Пришутов, Карина Татаршао, Юлия Шикина (Колтаева), Татьяна Батманова, Алина Винокурова, Алексей Григорьев, Кристина Дудина, Людмила Кривошей, Олег Прусаков, Олеся Черных, Ася Будрина, Мария Горбунова, Наталья Инькова, Юлия Илларионова, Милана Кармова, Виктория Соловьёва, Мария Худорожкова, Марина Чирикова, Анастасия Шестакова, Лилия Ягафарова, Анна Винчук, Юлия Довганишина, Наталья Калиничева, Максим Немков, Виктор Рогачёв, Александр Рюнтю, Анна Васильева, Илья Воеводин, Алексей Дорошев, Аркадий Кашкин, Наталия Кочегарова, Марк Подлесный, Константин Соколов, Аким Стрельцов, Олег Машаров.
Цирковые артисты и акробаты: Дмитрий Баранников, Никита Кислицын, Георгий Саркисян, Ирина Дрожжина, Александр Казеко, Юрий Тюкин, Анастасия Еремеева, Никита Миняйчев, Василиса Ярина, Дарья Еремеева, Дарья Петрова, Александр Гиренко, Максим Бедрик, Алёна Ельяшева, Ясмина Ишанкулова, Никита Слугин, Юлия Черногаева
Исполнители трюка Мистера Икс: Андрей Кольцов, Валентин Четверкин, Андрей Соколов.

## Музыка
Основа - музыка одноимённой оперетты Имре Кальмана. Также включены музыкальные номера из других оперетт того же автора, например, «Чардаш» из оперетты «Голландочка» (ставший дуэтом Каролины и Пеликана). Аранжировку музыки для этого мюзикла выполнил Юрий Потеенко.

## Постановки
| Город (страна)  | Компания        | Театральная площадка | Дата открытия | Дата закрытия | Количество спектаклей |
| --------------- | --------------- | -------------------- | ------------- | ------------- | --------------------- |
| Москва (Россия) | «Театр мюзикла» | ДК Горбунова         | 12.09.2016    | 16.07.2017    | 111                   |
| Москва (Россия) | «Театр мюзикла» | «Россия»             | 28.09.2017    | в прокате     |                       |